# Torre Piccolomini
La torre Piccolomini è la torre mastio del castello medievale di Pescina (AQ), collocata in una posizione dominante sulla piana del Fucino in Abruzzo. Ha acquisito il nome della nobile famiglia Piccolomini, signori della locale baronia dalla seconda metà del XV secolo alla fine del secolo successivo.

## Storia

Veduta della torre prima del restauro del 2022

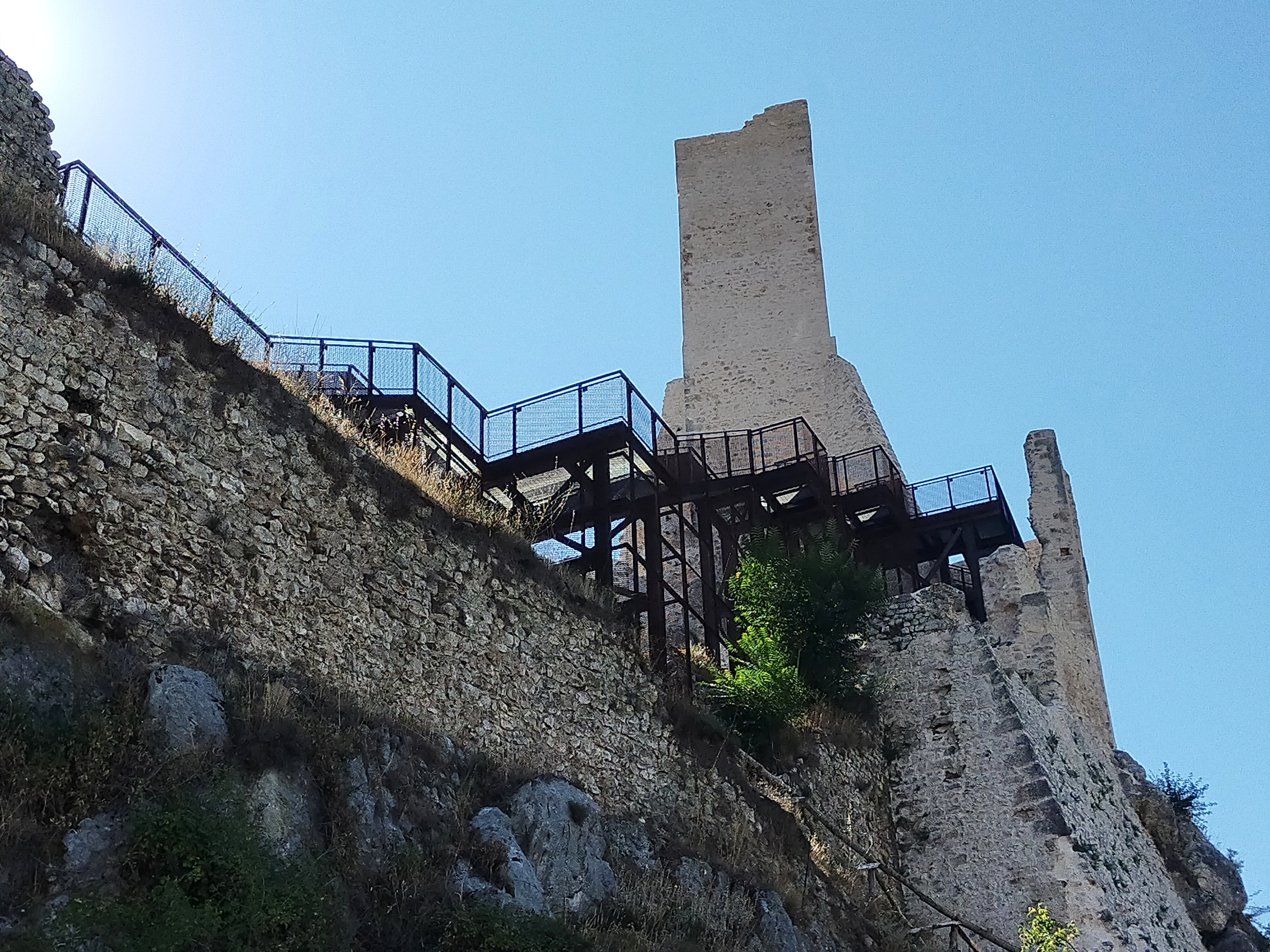
La torre vista dal basso

La fortificazione medievale, nota anche come Rocca Vecchia, fu edificata dai conti dei Marsi tra l'XI e il XII secolo. Il castello-recinto, tra i più importanti della contea dei Marsi, ha svolto in allineamento visivo con la torre di Venere, un ruolo di sbarramento difensivo della sottostante valle del fiume Giovenco, che mette in comunicazione l'area della Marsica orientale con il territorio della valle Peligna e di Sulmona.
Sul sito occupato dal castello venne realizzata in epoca italica una struttura difensiva marsa, rafforzata in epoca romana e successivamente caduta in disuso. Con l'avvento dei Normanni e la nascita del Regnum Siciliæ il territorio pescinese fu incluso nella contea di Celano ed elevato a baronia. 
La Rocca Vecchia, unitamente all'abitato di Pescina, fu al centro delle lotte di potere tra il conte Tommaso Berardi e Federico II di Svevia che sottrasse le contee di Celano ed Albe ai rivali e, per ritorsione, devastò i centri che parteggiarono per i Berardi. Il castello, anch'esso pressoché distrutto, fu fatto riedificare intorno al 1232 dallo stesso Federico II.
La struttura militare fu posseduta intorno al 1300 da Ugo del Balzo, uomo fedele agli Angioini, che favorì lo sviluppo del territorio. Intorno alla fine del XIV secolo il feudo pescinese tornò ad essere un possedimento dei Berardi. Al termine del florido periodo di Lionello Accrocciamuro e di Jacovella da Celano, la baronia pescinese fu acquisita da Antonio Piccolomini, nipote di Papa Pio II. I Piccolomini nel corso degli anni restaurarono il castello nelle forme rinascimentali.
Alla fine del XVI secolo divenne di proprietà della famiglia Peretti, poi dei Savelli fino al 1712. Già in stato di abbandono passò, infine, sotto i duchi Cesarini-Sforza fino all'eversione feudale ottocentesca.
La struttura, dichiarata nel 1902 "edificio monumentale" degno di essere conservato dal Ministero della Pubblica Istruzione, venne gravemente danneggiata dal terremoto della Marsica del 1915. La seconda torre, crollata nella parte superiore, e la cinta muraria fecero registrare i danni più rilevanti.
Nel 2020 sono stati avviati i lavori di consolidamento, messa in sicurezza e valorizzazione del sito e in particolare della torre. Una passerella sopraelevata è stata installata nel 2022. L'inaugurazione della torre restaurata e resa accessibile è avvenuta ufficialmente il 15 ottobre 2023.

## Architettura
La torre in pietra, collocata su uno sperone roccioso a strapiombo a 942 m s.l.m., ha una base pentagonale con una base scarpata superiore. Faceva parte di un sistema difensivo più ampio del quale, però, non rimangono che i resti.
L'importanza del controllo dell'accesso occidentale al Fucino, per il quale era stata realizzata la torre, è testimoniata dalla presenza nella valle del Giovenco di resti di mura megalitiche.
Più in basso, a breve distanza, è collocata la torre campanaria quadrata della chiesa di San Berardo che venne restaurata nel corso del XVIII secolo. Alla sua base si trova la tomba dello scrittore e intellettuale Ignazio Silone.